# Comuna Iadutî, Borzna
Iadutî (în ucraineană Ядути) este o comună în raionul Borzna, regiunea Cernihiv, Ucraina, formată din satele Hrîșivka, Iadutî (reședința), Iurkivșciîna, Jdaniv, Kirovske, Krasnostav și Saponivka.

## Demografie
Componența lingvistică a comunei Iadutî
     Ucraineană (97,62%)
     Rusă (2,04%)
     Alte limbi (0,28%)
Conform recensământului din 2001, majoritatea populației comunei Iadutî era vorbitoare de ucraineană (97,62%), existând în minoritate și vorbitori de rusă (2,04%).